# Глебов, Игорь Александрович
Игорь Александрович Глебов (род. 17 ноября 1965, Брянск) — советский, российский хоккеист, защитник, мастер спорта России. тренер.

## Биография
Воспитанник брянской хоккейной школы. В сезоне 1981/82 дебютировал в местной команде класса «Б» «Десна», за которую в дальнейшем выступал в первенстве КФК (1982/83 — 1984/85) и во второй лиге (1985/86 — 1987/88). Провёл два матча в первой лиге за «Кристалл» Саратов (1988/89), во второй (1988—1990) и первой (1990—1992) лигах за «Кренгольм» Нарва. Сыграл пять матчей за «Металлург» Череповец в Кубке МХЛ 1992/93, играл в низших лигах за «Десну» (1992/93 — 1993/94, 1996/97, был капитаном), «Ижорец» (1994/95), МАИФ (Швеция, 1995/96), "Тивали" Минск (Белоруссия, ВЕХЛ, 1997/98), «Авангард» Тамбов (1997/98), «Титан» Клин (2001/02).
Старший тренер «Титана» (2003/04 — 25 октября 2007). Главный тренер «Десны» (2007/08, с ноября), «Прогресса» Глазов (2008/09 — 2009/10). Работал с юношескими командами «Спартака» Москва и «Орбиты» (Зеленоград, 2012/13). Работал в Молдавии. Тренер команды Азиатской хоккейной Лиги «Сахалин» (2014/15). Спортивный директор в Румынии (2015). Старший тренер в «Соколе» Новочебоксарск (2015/16, до 2 декабря). С 11 января 2016 до конца следующего сезона — главный тренер ХК «Брянск».